# Трубачов Олег Миколайович
Трубачо́в (Трубачев) Олег Миколайович (рос. Трубачёв Олег Николаевич; 23 жовтня 1930 — 9 березня 2002) — російський мовознавець-славіст, член-кореспондент АН СРСР (з 1972), академік. Прихильник гіпотези щодо Дунайської прабатьківщини слов'ян, яка виникла у XIX ст. і яку сучасні історики заперечують, зокрема, з нею не погоджувався Олексій Толочко.

## Основні етапи наукової біографії
1947-1952 — студент філологічного факультету Дніпропетровського університету. Кафедра російської мови, науковий керівник — Спринчак, фахівець з російської історичного синтаксису. У дипломі Трубачова проставлена спеціальність «філолог (російська мова та література)», він закінчував університет вже славістом, представивши на захист дві дипломні роботи: головну — «загальнослов'янська лексика в основному словниковому фонді російської мови» і додаткову — про болгарське відродження (Христо Ботев, Іван Вазов).
Після закінчення Дніпропетровського університету Трубачова запросили до Москви, в іноземний відділ газети «Комсомольская правда» та в Антифашистський комітет радянської молоді. Як співробітник молодіжної газети, Антифашистського комітету та перекладач, він брав участь у Всесвітньому з'їзді молоді в Австрії. У той час поруч з Антифашистським комітетом був розташований Інститут слов'янознавства, і Трубачов поступив туди в аспірантуру (спочатку — в заочну) і почав займатися науковою діяльністю.
- 1952-1953 — референт Антифашистського комітету радянської молоді.
- 1953 — аспірантура в Інституті слов'янознавства, з цього часу етимологія стає у Трубачова домінуючим напрямком діяльності. Як співробітник московської газетної редакції «Комсомольської правди», він значився в заочній аспірантурі. Олег Миколайович проходив аспірантуру і до 1961 року працював під керівництвом С. Б. Бернштейна — видатного славіста й досвідченого педагога. У період повоєнного піднесення порівняльно-історичного мовознавства, у тому числі слов'янського, в російській лінгвістиці, Трубачов став у ряд таких визнаних фахівців у славістиці, балтистиці та індоєвропеїстиці, як В. М. Топоров, Вяч. Вд. Іванов, М. І. Толстой, В. М. Ілліч-Світич, В. А. Дибо, А. А. Залізняк.

Трубачов відрізнявся незвичайною працездатністю, пунктуальністю та знанням багатьох мов: він володів основними європейськими та слов'янськими мовами, знав на рівні тексту та порівняльної граматики практично всі стародавні індоєвропейські мови, будував свої дослідження, залучаючи величезну кількість фактичного матеріалу та наукової літератури. Саме з цього часу етимологія стає у творчості О. Н. Трубачова стрижневою дисципліною.
- 1958 — кандидат філологічних наук.
- З 1958 — брав участь у всіх міжнародних з'їздах славістів.
- З 1960 — член «Радянського комітету славістів».
- З 1963 — відповідальний редактор неперіодичної серії «Етимологія».
- 1966 — доктор філологічних наук, дисертація «Реміснича термінологія в слов'янських мовах».
- З 1966 — член «Міжнародного комітету ономастичних наук».
- З 1966 — заступник директора Інституту російської мови АН СРСР, завідувач сектором етимології і ономастики (там само).
- 1970 — нагороджений [[Ювілейна медаль «За доблесну працю (За військову доблесть).
- 1972 (28 листопада) — член-кореспондент АН СРСР.
- 1975 — нагороджений орденом «Знак Пошани».
- 1980 — обраний членом-кореспондентом «Угро-фінського товариства» Фінляндія.
- 1983 — обраний членом-кореспондентом «Академії наук і мистецтв» Загреб, Югославія.
- З 1987 — член «Наукової ради з проблем російської культури РАН».
- 1992 (11 червня) — обраний академіком РАН по Відділенню літератури і мови (мовознавство).
- 1994 — нагороджений золотою медаллю ім. В. І. Даля за фундаментальну лексикографічну працю «Этимологический словарь славянских языков (праславянский лексический фонд)».

Трубачов був одним з провідних вчених у галузі етимології слов'янських мов та слов'янської ономастики. Під його керівництвом створювався багатотомний «Етимологічний словник слов'янських мов. Праслов'янська лексичний фонд». При реконструкції автор вільно користувався 15 слов'янськими мовами в їх сучасному і древньому вигляді. Публікація словника, який регулярно виходив щорічно, починаючи з 1974 року, стала явищем не тільки слов'янської культури, а й світової славістики та індоєвропеїстики.
Основні праці з багатим українським матеріалом — три словника етимології: «История славянских терминов родства» (1959), «Происхождение названий домашних животных в славянских языках» (1960), «Ремесленная терминология в славянских языках» (1966); і східнослов'янської ономастики, зокрема «Названия рек Правобережной Украины. Словообразование, этимология, этнические интерпретации» (1968); «Indo-Arica в Северном Причерноморье» (1999).

### Монографії
- Этногенез и культура древнейших славян: Лингвистические исследования. — М. : Наука, 2003. — 489 с. — ISBN 5-02-032661-5 (рос.)
- История славянских терминов родства и некоторых древнейших терминов общественного строя. — М.: Изд-во АН СССР, 1959. — 212 с — Библиогр.: С. 202—211.
- Происхождение названий домашних животных в славянских языках: (Этимол. исслед.). — М.: Изд-во АН СССР, 1960. — 115 с.
- Этимологический словарь славянских языков: (Праслав. лекс. фонд): Проспект. Проб. ст. — М.: Изд-во АН СССР, 1963. — 94 с.: карт. (подписано к печати 11 апреля 1963 г.)
- Ремесленная терминология в славянских языках: (Этимология и опыт групповой реконструкции): Автореф. дисс. на соиск. учен. степ. д-ра филол. наук. — М.: [Ин-т рус. яз. АН СССР], 1965. — 24 с.
- Ремесленная терминология в славянских языках (Этимология и опыт групповой реконструкции). — М.: Наука, 1966. — 416 с.

### Переклади
- Пер.: Фасмер М. Этимологический словарь русского языка: Пер. с нем. — М.: Прогресс, 1964. — Т. 1. — 562 с — (С доп.).
- Пер.: Фасмер М. Этимологический словарь русского языка: Пер. с нем. — М.: Прогресс, 1967. — Т. 2. — 671 с (С доп.).
- Пер.: Фасмер М. Этимологический словарь русского языка: Пер. с нем. — М.: Прогресс, 1971. — Т. 3. — 827 с (С доп.).
- Пер.: Фасмер М. Этимологический словарь русского языка: Пер. с нем. — М.: Прогресс, 1973. -Т. 4. — 855 с (С доп.).
- Послесловие ко второму изданию «Этимологического словаря русского языка» М. Фасмера // Фасмер М. Этимологический словарь русского языка: В 4-х т.: Пер. с нем. — 2-е изд., стереотип. — М.: Прогресс, 1986. Т. 1. — С. 563—573.
- Пер. и доп.: Фасмер М. Этимологический словарь русского языка: В 4-х т.: Пер. с нем. — 2-е изд., стереотип. — М.: Прогресс, 1986. — Т. 1. — 573 с (С доп.).
- Пер. и доп.: Фасмер М. Этимологический словарь русского языка: В 4-х т.: Пер. с нем. — 2-е изд., стереотип. — М.: Прогресс, 1986. — Т. 2. — 671 с (С доп.).
- Дополнения и исправления к томам II, III, IV издания 2-го // Фасмер М. Этимологический словарь русского языка: В 4-х т.: Пер. с нем. — 2-е изд., стереотип. — М., 1987. — Т. 3. — С. 828—831.
- Дополнения и исправления к томам III, IV издания 2-го // Фасмер М. Этимологический словарь русского языка: В 4-х т.: Пер. с нем. — 2-е изд., стереотип. — М., 1987. — Т. 4. — С. 853—861.
- К третьему изданию // Фасмер М. Этимологический словарь русского языка. В 4-х тт. Пер. с нем. — 3-е изд., стереотип. — СПб., 1996. — Т. I. — С. 4.
- Послесловие ко второму изданию «Этимологического словаря русского языка» М. Фасмера // Фасмер М. Этимологический словарь русского языка. В 4-х тт. Пер. с нем. — 3-е изд., стереотип. — СПб., 1996. — Т. I. — С. 563—573.
- Дополнения и исправления к томам II и III издания 2-го // Фасмер М. Этимологический словарь русского языка. В 4-х тт. Пер. с нем. — 3-е изд., стереотип. — СПб., 1996. — Т. III. — С. 828—831.
- Дополнения и исправления к томам III, IV издания 2-го // Фасмер М. Этимологический словарь русского языка. В 4-х тт. Пер. с нем. — 3-е изд., стереотип. — СПб., 1996. — Т. IV. — С. 853—861.
- Пер. и доп.: Фасмер М. Этимологический словарь русского языка. В 4-х тт. Пер. с нем. — 3-е изд., стереотип. — Спб.: Азбука — Терра, 1996. — Т. I — 576 с; Т. II — 672 с; Т. III — 832 с; T. IV — 864 c.
- Пер. и доп.: Фасмер М. Этимологический словарь русского языка: В 4-х т.: Пер. с нем. — 2-е изд., стереотип. — М.: Прогресс, 1987. — Т. 3. — 831 с.
- Пер. и доп. Фасмер М. Этимологический словарь русского языка: В 4-х т.: Пер. с нем. — 2-е изд., стереотип. — М.: Прогресс, 1987. — Т. 4. — 863 с.

### Статті
- К этимологии слова собака // Крат. сообщ. Ин-та славяноведния. — 1955. — № 15. — с. 48-55.
- Принципы построения этимологических словарей славянских языков // ВЯ. — 1957. — № 5. — С. 58-72.
- Этимологический словарь славянских языков Г. А. Ильинского // ВЯ. — 1957. — № 6. — С. 91-96.
- Фасмер Макс // БСЭ. — 2-е изд. — 1958. — Т. 51. — С. 301. — Библиогр.: 5 назв. — Без подписи.
- Следы язычества в славянской лексике: (1. Trizna; 2. Pe ti; 3. Kobь) // Slav. rev. — 1958. — L. 11, № 3/4. — S. 219—231. — Рез.: словен.
- Еще раз об этимологии слова росомаха // Крат. сообщ. Ин-та славяноведения. — 1960. — № 28. — С. 74.
- Об этимологическом словаре русского языка: [Фасмер М. Русский этимологический словарь] // ВЯ. — 1960. — № 3. — С. 60-69.
- Из истории названий каш в славянских языках // Slavia. — 1960. — Roe. 29, se?. 1. — S. 1-30.
- Несколько русских этимологий: (Бардадым, будоражить, норка, околоток, харя, худощавый, шушун) // Этимологические исследования по русскому языку. — М., 1961. — Вып. 3. — С. 41-51.
- О племенном названии уличи // Вопр. слав. языкознания. — 1961. — Вып. 5. — С. 186—190: рис.
- Славянские этимологии 29-39 // Этимологические исследования по русскому языку. — М., 1962. — Вып. 2. — С. 26-43.
- «Молчать» и «таять». О необходимости семасиологического словаря нового типа // Проблемы индоевропейского языкознания: Этюды по сравн.-ист. грамматике индоевр. яз. — М., 1964. — С. 100—105.
- Славянские этимологии 40. Слав. *gotovъ // Prace filol. — 1964. — T. 28. — S. 153—156.
- Этимологические мелочи // Этимология: Принципы реконструкции и методика исслед. — М., 1965. — С. 131—134.
- Работа над этимологическим словарем славянских языков и проблема своеобразия славянского словарного состава // Международный симпозиум. Проблемы славянских этимологических исследований в связи с общей проблематикой современной этимологии (24-31 января 1967). Программа. Тез. докл.. — М., 1966. — С. 3; 8-9.
- Работа над этимологическим словарем славянских языков // ВЯ. — 1967. — № 4. — С. 34-35.
- Из славяно-иранских лексических отношений // Этимология. 1965: Материалы и исслед. по индоевр. и др. яз. — М., 1967. — С. 3-81.
- Из материалов для этимологического словаря фамилий России: (Русские фамилии и фамилии, бытующие в России) // Этимология. 1966: Пробл. лингвогеографии и межъяз. контактов. — М., 1968. — С. 3-53.
- Этимологические исследования // Теоретические проблемы советского языкознания. — М., 1968. — С. 91-105. — Библиогр.: 50 назв.
- К сравнительно-этимологической характеристике союза а и сочетаний с ним в праславянском // Вопросы филологии: К 70-летию со дня рождения И. А. Василенко. — М., 1969. — С. 332—336.
- Заметки по этимологии и сравнительной грамматике // Этимология. 1968. — М., 1971. — С. 24-67.
- Из праславянского словообразования: именные сложения с приставкой а- // Проблемы истории и диалектологии славянских языков: Сб. ст. к 70-летию В. И. Борковского. — М., 1971. — С. 267—272.
- Заметки по этимологии и сравнительной грамматике // Этимология. 1970. — М., 1972. — С. 3-20.
- Литовское nasrai ‘пасть’: Этимология и грамматика (тезисы) // Baltistica I priedas, 1972. — C. 225—226.
- Фасмер Макс // Крат. лит. энцикл. — 1972. — Т. 7. — Стб. 902—903. — Библиогр.: 5 назв.
- Лексикография и этимология // Славянское языкознание: VII Междунар. съезд славистов, Варшава, авг. 1973: Докл. сов. делегации. — М.: Наука, 1973. — С. 294—313.
- Заметки по этимологии некоторых нарицательных и собственных имен // Этимология. 1971. — М.,1973. — С. 80-86.
- Еще раз мыслию по древу // Вопросы исторической лексикологии и лексикографии восточнославянских языков: К 80-летию С. Г. Бархударова. — М., 1974. — С. 22-27.
- Историческая и этимологическая лексикография. Праславянская лексика на б-начальное // Проблемы славянской исторической лексикологии и лексикографии: Тез. конф., Москва, окт. 1975 г. — Посвящается 50-летию Картотеки ДРС. — М., 1975. — Вып. 3. — С. 13-19.
- Заметки по балто-славянской этимологии: рус. стар., диал. овыдь ~лит. javide // Всесоюзная конференция по балтийскому языкознанию, 3-я, Вильнюс, 25-27 сент. 1975 г.: Тез. докл. — Вильнюс, 1975. — С. 150—155.
- Словообразование, семантика, этимология в новом «Этимологическом словаре славянских языков». 1-3 // Slawische Wortstudien: Samml.Bd. intern. Sympos. Fur etymol. Hist. Erforsch.slaw. Wortschatzes, Leipzig, 11-13. 10. 1972. — Bautzen, 1975. — S. 27-34.
- Этимология // Крат. лит. энцикл. — 1975. — Т. 8. — Стб. 984—986. — Библиогр.: 6 назв.
- Aus dem Material fu r ein etymologisches Wo rterbuch der Familiennamen des russischen Sprachgebietes // Sowjetische Namenforschung. — Berlin, 1975. — S. 167—195.
- Этимологические исследования и лексическая семантика // Принципы и методы семантических исследований. — М., 1976. — С. 147—179. — Библиогр.: С. 178—179.
- [Выступление при открытии Конференции по проблемам славянской исторической лексикологии и лексикографии, 3-6 нояб. 1975 г.: Крат. излож.] // ВЯ. — 1976. — № 3. — С. 147.
- Лексикография и этимология // Введение в языкознание. Хрестоматия / Сост. Б. Ю. Норман, Н. А. Павленко / Под ред. проф. А. Е. Супруна. — Минск, 1977. — С. 198—204.
- Этимологический словарь славянских языков и Праславянский словарь: (Опыт парал. чтения) // Этимология. 1976. — М., 1978. — С. 3-17.
- Серебро // Восточнославянское и общее языкознание. — М., 1978. — С. 95-102.
- Этимология // БСЭ. — 3-е изд. — 1978. — Т. 30. — С. 296. — Библиогр. : 4 назв.
- Этимологические исследования восточнославянских языков: Словари // ВЯ. — 1978. — № 3. — С. 16-25.
- Из работы над русским Фасмером: К вопр. теории и практики перевода // ВЯ. — 1978. — № 6. — С. 15-24.
- Этимологический словарь: // Русский язык: Энцикл. — М., 1979. — С. 405—407: ил.
- Этимология // Там же. — С. 407—408. — Библиогр.: 4 назв.
- Русь, Россия: (Вопр. топонимики) // Сов. Россия. — 1979. — 2 сент. — (Гипотезы, предположения).
- Этимология славянских языков // Вестн. АН СССР. — 1980. — № 12. — С. 80-85.
- Реконструкция слов и их значений // ВЯ. — 1980. — № 3. — С. 3-14.
- Этимологические исследования и лексическая семантика // Березин Ф. М. История советского языкознания: Некот. аспекты общ. теории языка. Хрестоматия [Учеб. пособие для студ. филол. спец. ун-тов]. — М., 1981. — С. 222—230.
- Этимология и история культуры // Наука и жизнь. — 1981. — № 5. — С. 45-46.
- Из исследований по праславянскому словообразованию: генезис модели на * -i ninъ, *- janinъ // Этимология. 1980. — М., 1982.- С. 3-15.
- Этимологический словарь славянских языков: Праслав. лекс. фонд / Под ред. О. Н. Трубачева. — М.: Наука, 1984. — Вып. 11. — 220 с — Совм. с др.
- Историческая и этимологическая лексикография // Теория и практика русской исторической лексикографии. — М., 1984. — С. 23-36.
- Регионализмы русской лексики на фоне учения о праславянском лексическом диалектизме // III Всесоюзная конференция по теоретическим вопросам языкознания «Типы языковых общностей и методы их изучения»: Тезисы. — М., 1984. — С. 147—149.
- Фасмер (Vasmer) Макс // Укр. сов. эцикл. — Киев, 1984.- Т. 11, кн. 1. — С. 458.
- Фасмер (Vasmer) Макс // Укр. рад. енцикл. — 2-е вид. — Киев, 1984. — Т. 11, кн. 1. — С. 535.
- Лексикография и этимология // Введение в языкознание. Хрестоматия / Сост. Б. Ю. Норман, Н. А. Павленко / Под ред. А. Е. Супруна. — Изд. 2-е. — Минск: «Высшая школа», 1984. — С. 207—212.
- О семантической теории в этимологическом словаре. Проблема омонимов подлинных и ложных и семантическая типология // Теория и практика этимологических исследований. — М., 1985. — С. 6-15.
- Gedanken zur russischen Ausgabe von Vasmers Russischem Etymologischem Wo rterbuch // Zf. slav. Philol. — 1986. — Bd. 46. — S. 372—383.
- Ред.: Славянская историческая и этимологическая лексикография (1970—1980 гг.): Итоги и перспективы. Сб. обзоров / Чл. редкол. — М.: ИНИОН АН СССР, 1986. — 263 с.
- К истории одной семемы XVII в.: облегчить — ? уладить, устроить дело? : (Пол. zal atwic, др.-рус. облегчитися // История русского языка и лингвистическое источниковедение. — М., 1987. — С. 233—236.
- Русь, Россия // Рус. речь. — 1987. — № 3. — С. 131—134: рис.
- Регионализмы русской лексики на фоне учения о праславянском лексическом диалектизме // Русская региональная лексика XI—XVII вв. — М., 1987. — С. 17-28. Библиогр.: 10 назв.
- [О проблеме соотношения древнерусского и церковнославянского языков: Докл. в День слав. письменности и культуры, Новгород, 24-28 мая 1988 г.: Крат. излож.] // Сов. славяноведение. — 1988. — № 6. — С. 119—120. — («Вначале было слово»).
- О языковом союзе и еще кое о чем // Дружба народов. — 1988. — № 9. — С. 261—264.
- [О языковой ситуации в стране и путях совершенствования национально-языковых отношений: Ответы на вопросы] // Национально-языковые отношения в СССР: состояние и перспективы. — М., 1989. — С. 23-30.
- Русская культура и Русская энциклопедия // Наука и религия. — 1989. — № 10. — С. 32-34.
- Тысячелетняя жизнь народа: Начал работу Общественный совет по подготовке «Русской энциклопедии» // Сов. Россия. — 1989. — 4 янв.
- Русская энциклопедия: [Беседа] // Лит. газ. — 1989. — 22 марта. — С. 5.
- В круге втором: Нерадостные размышления о подготовке «Русской энциклопедии» // Сов. Россия. — 1989. — 4 авг.
- Русская энциклопедия: Предварит. материалы (1988—1989 гг.): От ред. // Нар. образование. — 1990. — № 1. — С. 153—154.
- Русь, Россия // Слово о русском языке: Кн. для чтения для студ.-филологов. Иностранцам о рус. яз. — М., 1991. — С. 217—220: ил.
- Этимологическая лексикография и история культуры // Русский язык и современность: Пробл. и перспективы развития русистики: Всесоюз. науч. конф., Москва, 20-23 мая 1991 г.: Докл. — М., 1991. — Ч. 1. — С. 264—277.
- Русская энциклопедия — начало пути: (Первые проб. материалы) // ЖВХО. — 1991. — Т. 36 — № 4. — С. 501.
- Вначале было слово // За изобилие. — Дек. 1992. — № 146. — С. 2.
- Русская энциклопедия // Домострой. — 1992. — № 43. — С. 12-13.
- Славянская этимология вчера и сегодня // Научн. докл. высш. школы. Филол. науки. — 1993. — № 2. — С. 3-18.
- Размышления о словарях и личности лексикографа // Историко-культурный аспект лексикографического описания русского языка. — М., 1995. — С. 113—122.
- О «рябчике», «куропатке» и других лингвистических свидетелях славянской прародины и праэкологии // ВЯ. — 1996. — № 6. — С. 41-48.
- Рай // Рус. словесность. — 1996. — № 3. — С. 7.
- Русская энциклопедия и ее антиподы. Хатчинсоновская карманная энциклопедия // Рус. словесность. — 1997. — № 3. — С. 12-16.
- Русская энциклопедия и ее антиподы. «Карманная энциклопедия the Hutchinson» // Деловая книга. — 1997.- № 6 (54). — С. 13-14.
- Человек словаря // Рязанские ведомости. — 24. 5. 2000. — Интервью с корр. Г. Гапуриной.

### Рецензії
- Рец.: Черных П. Я. Очерк русской исторической лексикологии: Древнерус. период. М., 1956. 243 с // Кратк. сообщ. Ин-та славяноведения. — 1958. — № 25. — С. 89-106.
- Рец.: Об одном опыте популяризации этимологии: [Шанский Н. М., Иванов В. В., Шанская Т. В. Краткий этимологический словарь русского языка: Пособие для учителя. М., 1961. 404 с.] // ВЯ. — 1961. — № 5. — С. 129—135.
- Рец.: Вахрос И. С. Наименования обуви в русском языке. 1. Древнейшие наименования — до Петровской эпохи. Хельсинки, 1959. 271 с // Крат. сообщ. Ин-та славяноведения. — 1962. — № 35. — С. 99-101.
- Рец.: Из истории слов и словарей: Очерки по лексикологии и лексикографии. Л., 1963. 184 с // Там же. — С. 355.
- Рец.: Мартынов В. В. Славяно-германское лексическое взаимодействие древнейшей поры: (К пробл. прародины славян). Минск, 1963. 250 с // Там же. — С. 357—359.
- Рец.: Rudnyckyj J.B. An etymological dictionary of the Ukrainian language. Winnipeg, 1962. Pt. 1; 1963. Pt. 2; 1964. Pt. 3. 288 p. // Там же. — С. 382—383.
- Рец.: Schulz G.V. Studien zum Wortschatz der russischen Zimmerleute und Bautischler. Berlin — Wiesbaden, 1964. XVIII+229 S. (Slav. Vero ff.: Bd. 30) // Там же. — С. 388—389.
- Рец.: Unbegaun B.O. Russian surnames. Oxford, 1972. XVIII+529 р. // Этимология, 1973. — М., 1975. — С. 191—193.